# Doleschallia olivacea
Doleschallia olivacea är en fjärilsart som beskrevs av Hans Fruhstorfer 1912. Doleschallia olivacea ingår i släktet Doleschallia och familjen praktfjärilar. Inga underarter finns listade i Catalogue of Life.